# Fladbælg
Fladbælg (Lathyrus) består af omkring 100 arter, der er én- eller flerårige urter. Nogle af arterne danner underjordiske udløbere, og hos nogle er stænglerne vingede. Bladene er spredtstillede og oftest ligefinnede med afslutning i en klatretråd. Det er mere ualmindeligt, når bladene er omdannet i deres helhed til en klatretråd eller formet som et græsagtigt blad. Bladribberne er parallelle, og akselbladene er urteagtige. Blomsterne sidder i mere eller mindre langstilkede klaser fra bladhjørnerne. Bægerbladene er regelmæssige, mens kronen er uregelmæssig og opbygget, som det er typisk for hele familien. Frugterne er aflange og flade bælge, som åbner sig med to klapper, hvorefter de mange frø frigives. Frugterne indeholder myresyrederivater (L-oxalyldiaminopropionsyre og oxalyldiaminopropionsäure), som gør dem giftige.
| Beskrevne arter |

- Bladløs fladbælg (Lathyrus aphaca)
- Strandfladbælg (Lathyrus japonicus ssp. maritimus), strandært
- Kratfladbælg (Lathyrus linifolius)
- Sort fladbælg (Lathyrus niger)
- Almindelig ærteblomst (Lathyrus odoratus)
- Kærfladbælg (Lathyrus palustris)
- Gul fladbælg (Lathyrus pratensis)
- Græsfladbælg (Lathyrus sativus)
- Skovfladbælg (Lathyrus sylvestris), smalbladet skovfladbælg
- Knoldfladbælg (Lathyrus tuberosus)
- Vårfladbælg (Lathyrus vernus)
- Enblomstret fladbælg (Lathyrus sphaericus)

| Andre arter |

| - Lathyrus alatus - Lathyrus alpestris - Lathyrus angulatus - Lathyrus annuus - Lathyrus aureus - Lathyrus azureus - Lathyrus basalticus - Lathyrus bauhinii - Lathyrus blepharicarpus - Lathyrus boissieri - Lathyrus brachycalyx - Lathyrus cassius - Lathyrus chloranthus - Lathyrus chrysanthus - Lathyrus cicera - Lathyrus ciliolatus - Lathyrus cirrhosus - Lathyrus clymenum - Lathyrus crassipes - Lathyrus cyaneus - Lathyrus davidii - Lathyrus decaphyllus - Lathyrus delnorticus - Lathyrus digitatus - Lathyrus emodii | - Lathyrus eucosmus - Lathyrus filiformis - Lathyrus gloeospermus - Lathyrus gorgoni - Lathyrus graminifolius - Lathyrus grandiflorus - Lathyrus grimesii - Lathyrus heterophyllus - Lathyrus hierosolymitanus - Lathyrus hirsutus - Lathyrus holochlorus - Lathyrus humilis - Lathyrus hygrophilus - Lathyrus incanus - Lathyrus inconspicuus - Lathyrus incurvus - Lathyrus jepsonii - Lathyrus laevigatus - Lathyrus latifolius - Lathyrus laxiflorus - Lathyrus littoralis - Lathyrus macropus - Lathyrus magellanicus - Lathyrus marmoratus - Lathyrus mulkak | - Lathyrus nervosus - Lathyrus neurolobus - Lathyrus nevadensis - Lathyrus nigrivalvis - Lathyrus nissolia - Lathyrus numidicus - Lathyrus occidentalis - Lathyrus ochraceus - Lathyrus ochroleucus - Lathyrus ochrus - Lathyrus pallescens - Lathyrus pannonicus - Lathyrus parvifolius - Lathyrus pisiformis - Lathyrus polyphyllus - Lathyrus pseudocicera - Lathyrus pubescens - Lathyrus pusillus - Lathyrus quinquenervius - Lathyrus roseus - Lathyrus rotundifolius - Lathyrus saxatilis - Lathyrus setifolius - Lathyrus spathulatus | - Lathyrus splendens - Lathyrus stenophyllus - Lathyrus subandinus - Lathyrus sulphureus - Lathyrus szowitsii - Lathyrus tingitanus - Lathyrus tremolsianus - Lathyrus undulatus - Lathyrus venetus - Lathyrus venosus - Lathyrus vestitus - Lathyrus vinealis |